# So What (hòa tấu của Miles Davis)
"So What" là bản hòa tấu trích từ album Kind of Blue (1959) của nghệ sĩ kèn trumpet người Mỹ Miles Davis. Đây là một trong những giai điệu nổi tiếng nhất của thể loại modal jazz, được viết trên âm giai Dōrieus, bao gồm 16 phách Dorieus tiêu chuẩn (8 phách E♭ và 8 phách D). Ngoài ra, bản hòa tấu còn áp dụng cấu trúc AABA của các ca khúc nhạc pop Mỹ đương thời.
Gil Evans, Bill Evans (không được ghi tên) và Paul Chambers là những người sáng tác và chơi đoạn piano và bass mở đầu của "So What". Trong các chương trình truyền hình sau này của nhóm Miles Davis Quintet, phần mở đầu được chơi bằng dàn nhạc do Gil Evans dàn dựng. Dàn nhạc chỉ chơi đúng giai điệu mở đầu, còn lại là phần nhạc jazz thể hiện bởi ban nhạc của Davis. Tiếng đàn double bass tạo nên âm thanh đặc trưng của ấn bản này, sau được đưa vào trong album trực tiếp Miles Davis at Carnegie Hall.
Ngoài tốc độ tiêu chuẩn của bản thu trong Kind of Blue, "So What" còn có một bản thu khác nhanh hơn khá nhiều trong album 'Four' & More (1966).
Hòa âm đầu tiên mà Bill Evans chơi trong đoạn chuyển của "So What" là một tổ hợp hoàn hảo của một quãng-4 và 3 nốt trưởng, sau này được nhà nghiên cứu âm nhạc Mark Levine định nghĩa là "hợp âm So What". Cấu trúc hòa âm này còn được John Coltrane áp dụng sau đó cho bản hòa tấu nổi tiếng "Impressions" (1963).